# Julián Ruiz Gabiña
Julián Ruiz Gabiña (Las Carreras, Valle de Somorrostro, Vizcaya, 9 de agosto de 1890-Baracaldo, 3 de agosto de 1977) fue un político y líder minero español. Gabiña fue fundador de las Juventudes Socialistas de Vizcaya y del Partido Comunista de España, en 1921.

## Biografía
Julián Ruiz Gabiña, nació el 9 de agosto de 1890 en la pequeña población de Las Carreras, en el Valle de Somorrostro (Vizcaya), era miembro de una familia de mineros. Con 9 años comenzó a trabajar en la mina como pinche, acarreando trastos y llevando el agua o la comida a los mineros. A los quince años participó en su primera huelga. Poco después fue detenido y con veinte años, hacia 1910, ingresó en prisión por primera vez. Destacó en las protestas mineras de 1910 y en la huelga general de 1917.
Gabiña se casó con la Pasionaria en 1916. Dolores Ibárruri y Julián Ruiz tuvieron seis hijos. La pareja convivió durante quince años —hasta 1931, aproximadamente—, pero Julián fue siempre, oficialmente, el marido de Pasionaria, a la que él mismo animó a escribir y a participar en la contienda política. 
En 1933 se separó de Ibárruri. La ruptura estaba anunciada desde el nombramiento de ella para el Comité Central del PCE, a finales de 1930, en representación de los militantes vascos. En 1931, Dolores Ibárruri marcha a Madrid y colabora en el diario Mundo Obrero, a las órdenes de José Bullejos. En 1933 fue presidenta de la recién fundada Unión de Mujeres Antifascistas.

## Matrimonio con Dolores Ibárruri

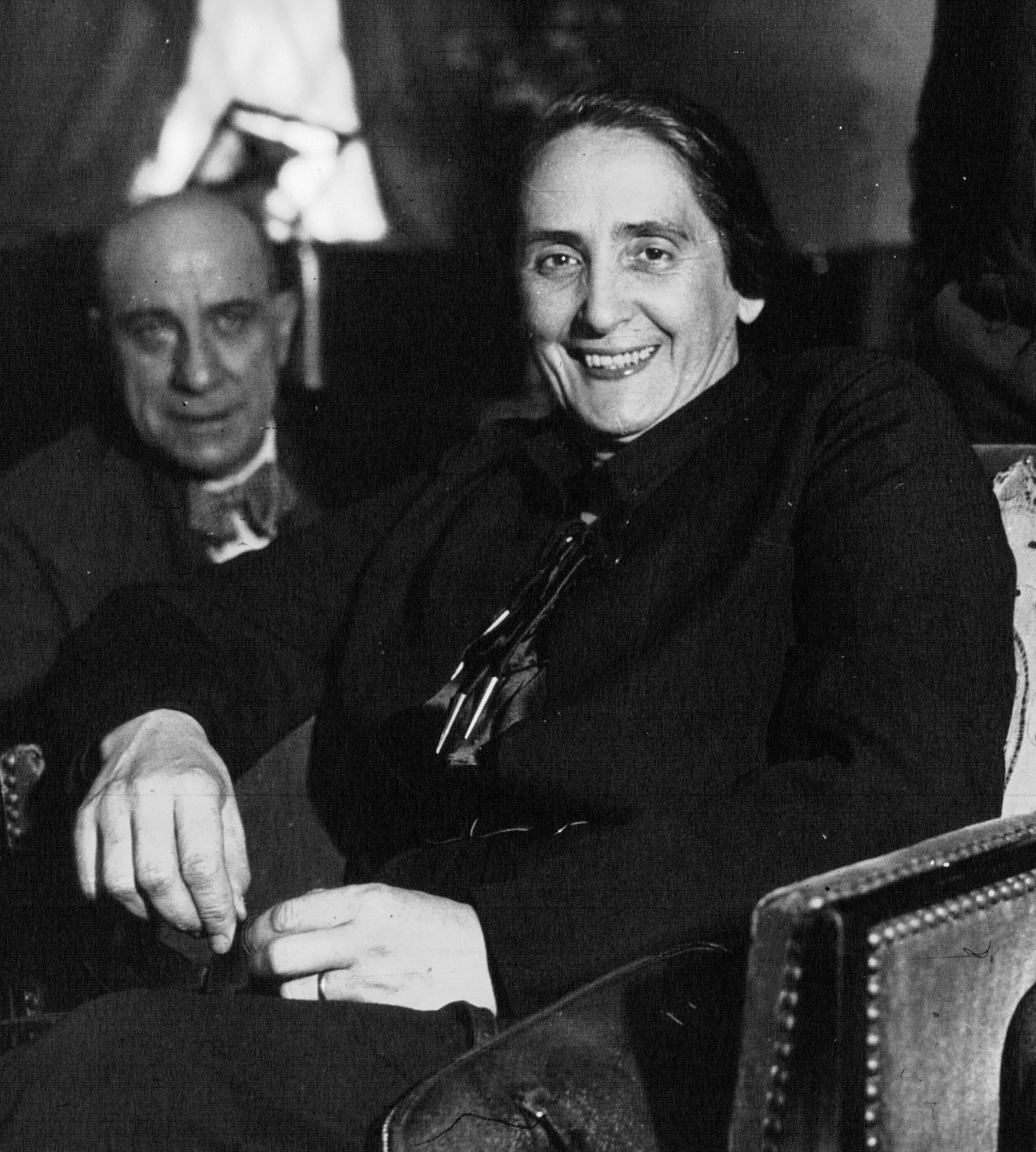
Dolores Ibarruri en 1936

Julián Ruiz Gabiña se casó por la iglesia el miércoles 16 de febrero de 1916 con la joven Dolores Ibárruri, cinco años menor que él. Una vez casados, se trasladaron a Musques, localidad próxima a la de su familia. Con Dolores Ibárruri compartió diecisiete años de matrimonio y seis hijos, (Ester, Rubén, Amagoia, Azucena, Amaya y Eva). Fue Gabiña el que introdujo a la ferviente católica Dolores Ibárruri en el ideario marxista. Aficionada a la lectura, Dolores asumió la doctrina marxista como una herramienta ideológica idónea para luchar a favor de la «liberación de la clase obrera» y colaboró con unos primeros artículos para publicaciones como «El Minero Vizcaíno» o «El Comunista». Participó con su marido en la huelga general de 1917. Integrada en la agrupación socialista de Somorrostro, lo acompañó en la escisión comunista del PSOE, en 1919, desde la que, en 1920, participó en la fundación del Partido Comunista Español y más tarde el Partido Comunista Obrero Español y el PCE.
Gabiña e Ibárruri tuvieron seis hijos: Ester (1916-1919), Rubén (1920-1942), que murió como teniente del Ejército Rojo en la batalla de Stalingrado, el 14 de septiembre de 1942; Amagoia, Azucena y Amaya (estas últimas trillizas nacidas en 1923, de las que Amagoia murió al poco de nacer y Azucena a los dos años) y Eva (1928; murió a los tres meses). 
Tras su separación, Julián Ruiz declaró: «Yo pierdo a mi mujer, pero el partido gana un dirigente.»

## Guerra civil y exilio
Después de pelear en la contienda española como comisario político del Ejército del Norte, Gabiña hubo de exiliarse. Desde Barcelona, junto a cientos de miles de españoles, se dirigió a los pasos fronterizos de Francia, escapando de la represión franquista. El gobierno francés, presidido por Édouard Daladier, se vio forzado por la opinión internacional y hubo de autorizar la entrada masiva el 5 de febrero de 1939. La mayor parte de los refugiados fueron internados en campos de concentración. Por testimonio de Manuel Grossi "Manolé", sabemos que Julián Ruiz Gabiña coincidió con él en el campo de concentración de Bram, en el departamento francés del Aude.
Tras su paso por los campos de concentración de Francia, acabó en la URSS, sobreviviendo en la capital rusa junto a la comunidad española. Según algunas fuentes, trabajó como portero de una fábrica en un pueblo perdido de Rusia.

## Final de etapa
En noviembre de 1972, regresó a España, instalando su residencia en la provincia de la que era oriundo, Vizcaya.
Gabiña falleció en el hospital de Cruces de Baracaldo el 3 de agosto de 1977, a los 86 años de edad, a consecuencia de un tumor canceroso que le fue descubierto quince días antes, al ser intervenido quirúrgicamente en una rodilla. Su entierro tuvo lugar el viernes 5 de agosto en el cementerio civil de Somorrostro (Vizcaya) y contó con la asistencia de la diputada comunista Dolores Ibárruri y de su hija Amaya, residente en la URSS.